# Jerzy Szadkowski
Jerzy Szadkowski (ur. 12 sierpnia 1934, zm. 1 października 2007) -  polski specjalista w zakresie budowy i eksploatacji maszyn, wykładowca akademicki.
W latach 1956–1958 był asystentem w Głównym Instytucie Lotnictwa, w latach 1958-1962 asystentem w Instytucie Podstawowych Problemów Techniki PAN, w latach 1962-1963 starszym asystentem, w latach 1964–1976 adiunktem, a w latach 1976–1996 docentem. Od 1996 r., do momentu śmierci był wykładowcą na Politechnice Świętokrzyskiej.

## Wybrana bibliografia
- ”Balistyka zewnętrzna : model balistyczny” (Wydawnictwo Politechniki Świętokrzyskie, 2004 r., ISBN 02396386-407)
- ”Synteza nieliniowego układu mechanicznego z warunkiem czsooptymalnym” (Warszawa, Instytut Podstawowych Problemów Techniki Polskiej Akademii Nauk, 1976 r.)